# Marie-Ève Beauchemin-Nadeau
Marie-Ève Beauchemin-Nadeau est une haltérophile canadienne née le 13 octobre 1988 à Montréal.
Marie-Eve a participé aux Jeux olympiques d'été de 2012 dans la catégorie des moins de 69 kg. Elle a terminé initialement huitième (elle sera reclassée sixième après plusieurs disqualifications).

## Jeux du Commonwealth
- 2010 à New Delhi
  -  Médaille d'argent en catégorie de 75 kg[3].
- 2014 à Glasgow
  -  Médaille d'or en catégorie de 75 kg

## Universiade
- 2013
  -  Médaille de bronze en moins de 69 kg[4].